# Dogman (film 2018)
Dogman è un film del 2018 diretto da Matteo Garrone.
La pellicola si ispira liberamente al delitto del Canaro, l'omicidio del criminale e pugile dilettante Giancarlo Ricci, avvenuto nel 1988 a Roma per mano di Pietro De Negri, detto er canaro.
Il film è stato selezionato per rappresentare l'Italia ai premi Oscar 2019 nella categoria per il miglior film in lingua straniera, ma non è entrato nella short-list dei dieci film pre-selezionati.

## Trama
Periferia di Roma, oggi. Marcello è un uomo piccolo e mite che possiede un locale di tolettatura per cani e divide le sue giornate tra il modesto lavoro, l'amore per la figlia Alida e un pacifico rapporto con i suoi vicini. Per arrotondare spaccia cocaina: questo lo porta a instaurare una torbida amicizia con Simone, un ex pugile e delinquente locale che con piccoli crimini e atti di violenza terrorizza gli abitanti e gli esercenti del posto, senza che nessuno abbia il coraggio di intervenire; Marcello dal canto suo gli procura la droga, lo aiuta in alcune rapine e subisce passivamente i suoi soprusi, accontentandosi della minima percentuale che Simone gli rende.
Un giorno Simone scopre che il negozio di Marcello comunica direttamente con quello del Compro Oro di Franco con una parete in cartongesso e gli propone di svaligiarlo, abbattendo il muro che separa i locali, ma facendo un lavoro pulito. Marcello rifiuta poiché non vuole rovinare il rapporto con gli abitanti del quartiere, ma alla fine deve cedere alla prepotenza di Simone che lo minaccia. Questi compie il furto, ma fa in modo di lasciar incolpare Marcello: posto di fronte alla scelta se denunciare il suo complice o andare in galera, l'uomo sceglie quest'ultima opzione e viene incarcerato per un anno.
Scontata la pena Marcello trova difficile tornare alla sua vita: gli affari vanno male e, dopo quanto accaduto, gli altri abitanti del quartiere lo emarginano. Simone, posto di fronte alla richiesta del pagamento della sua parte, gliela nega poiché l'ha completamente dilapidata per comprare una motocicletta, e Marcello, ora meno remissivo rispetto al passato, reagisce danneggiandogli la moto con una spranga. Il giorno dopo Simone lo picchia e umilia davanti a tutti, e così Marcello inizia a meditare vendetta.
Marcello propone a Simone di rapinare alcuni spacciatori: il piano è che Simone si nasconda in una gabbia e approfitti della situazione per rubar loro droga e incassi. Il piano si rivela però una trappola, e Marcello rinchiude Simone, promettendogli di farlo uscire solo se chiederà scusa. La situazione però precipita quando Simone inizia a dimenarsi, riuscendo ad uscire dalla gabbia con testa e spalle; Marcello, spaventato, lo colpisce alla testa con una spranga e, mentre è privo di sensi, lo lega e lo medica. Mentre Marcello è all'opera, il criminale si sveglia e tenta di strangolarlo, così Marcello, per salvarsi la vita, attiva l'abbassamento della pedana che causa lo strangolamento di Simone, appeso per il collo da una catena.
Morto Simone, Marcello porta il cadavere nelle campagne per bruciarlo, poi torna nel quartiere per comunicare agli abitanti di averli liberati dal loro incubo. Questi però sembrano ormai ignorarlo completamente; Marcello torna quindi indietro, spegne le fiamme e porta a spalla il cadavere fino al quartiere allo scopo di mostrare a tutti ciò che è riuscito a fare, però tutti sembrano spariti. Marcello allora lascia per terra il cadavere e si siede nel parco davanti al negozio con il suo cane, riflettendo in solitudine su quanto accaduto.

## Produzione
Il progetto inizialmente era previsto per il 2006, ma il regista si ritenne insoddisfatto di cast e location.. Nell'aprile 2017 Garrone annuncia di aver interrotto la pre-produzione di Pinocchio per dedicarsi al film.
Nel maggio 2018 Garrone ha rivelato che nel 2006, quando scrisse la prima versione della sceneggiatura, propose il ruolo da protagonista a Roberto Benigni, ruolo poi andato a Marcello Fonte.

### Riprese
Il film è stato girato a Villaggio Coppola, frazione di Castel Volturno.
Il budget del film è stato di 4 milioni di euro.

## Promozione
Il primo trailer del film viene diffuso il 12 aprile 2018.

## Distribuzione
Il film è stato selezionato in concorso al Festival di Cannes 2018, dove è stato proiettato in anteprima il 17 maggio.
La pellicola è stata distribuita nelle sale cinematografiche italiane a partire dal 17 maggio 2018 ed è stata presentata al Toronto International Film Festival nel settembre 2018.
Dal 27 giugno 2024 è stato ridistribuito nelle sale italiane in una nuova versione estesa.
È uscito anche in Francia, Inghilterra, Stati Uniti, Germania, Spagna, Belgio, Paesi Bassi, Svizzera e Australia 

### Divieti
In Italia la pellicola è stata vietata ai minori di 14 anni per la "violenza fisica e psicologica presente".

## Accoglienza

### Incassi
Nel primo fine settimana di programmazione in Italia, il film incassa 566.442 euro, posizionandosi al secondo posto al botteghino, mentre a fine corsa incassa 2,6 milioni di euro.
Nel mondo ha incassato 5,2 milioni di dollari.

### Critica
Il film è stato accolto positivamente al Festival di Cannes 2018, dove ha ricevuto applausi e recensioni eccellenti; l'Hollywood Reporter assegna cinque stelle su cinque alla pellicola, elogiandone la sceneggiatura e le prove di Marcello Fonte ed Edoardo Pesce. Anche il Guardian assegna il punteggio massimo, mentre Screen Daily ne celebra la regia ed il pathos. Giorgio Viaro di Best Movie dà al film un voto di 8 su 10, mentre anche Gabriele Niola e Francesco Alò di BadTaste.it elogiano il film, così come Emanuele Rauco.

## Riconoscimenti
- 2018 - European Film Awards[20]
  - Miglior attore a Marcello Fonte[21]
  - Migliori costumi a Massimo Cantini Parrini
  - Miglior trucco a Dalia Colli, Lorenzo Tamburini e Daniela Tartari
  - Candidatura per il miglior film
  - Candidatura per il miglior regista a Matteo Garrone
  - Candidatura per la miglior sceneggiatura a Matteo Garrone, Ugo Chiti e Massimo Gaudioso
- 2018 - Festival di Cannes[11]
  - Prix d'interprétation masculine a Marcello Fonte[22]
  - Dog Palm all'intero cast canino[23]
  - In competizione per la Palma d'oro
- 2018 - Mostra internazionale d'arte cinematografica di Venezia[24]
  - Premio Kinéo Pubblico & Critica
- 2018 - Nastro d'argento[25][26]
  - Miglior film
  - Miglior regista a Matteo Garrone
  - Miglior produttore a Matteo Garrone e Paolo Del Brocco
  - Migliore attore protagonista a Marcello Fonte e Edoardo Pesce
  - Migliore montaggio a Marco Spoletini
  - Migliore scenografia a Dimitri Capuani
  - Migliore sonoro in presa diretta a Maricetta Lombardo
  - Miglior casting director a Francesco Vedovati[27]
  - Candidatura per la migliore sceneggiatura a Matteo Garrone, Ugo Chiti e Massimo Gaudioso
  - Candidatura per i migliori costumi a Massimo Cantini Parrini
- 2018 - Splendor Awards[28]
  - Miglior regista a Matteo Garrone
- 2018 - Noir in Festival[29]
  - Candidatura al Premio Caligari
- 2019 - British Academy Film Awards[30][31]
  - Candidatura per il miglior film straniero
- 2019 - Ciak d'oro[32]
  - Miglior film
  - Miglior attore non protagonista a Edoardo Pesce
  - Migliore sceneggiatura a Ugo Chiti, Massimo Gaudioso, Matteo Garrone
  - Miglior montaggio a Marco Spoletini
  - Miglior scenografia a Dimitri Capuani
  - Personaggio più sorprendente a Marcello Fonte
- 2019 - David di Donatello[33][34]
  - Miglior film
  - Miglior regista a Matteo Garrone
  - Migliore sceneggiatura originale a Ugo Chiti, Massimo Gaudioso, Matteo Garrone
  - Miglior attore non protagonista a Edoardo Pesce
  - Migliore autore della fotografia a Nicolai Brüel
  - Miglior scenografo a Dimitri Capuani
  - Miglior truccatore a Dalia Colli e Lorenzo Tamburini
  - Miglior montatore a Marco Spoletini
  - Miglior suono a Davide Favargiotti, Maricetta Lombardo, Alessandro Molaioli, Mirko Perri, Mauro Eusepi
  - Candidatura per il miglior produttore a Archimede, Rai Cinema, Le Pacte
  - Candidatura per il miglior attore protagonista a Marcello Fonte
  - Candidatura per il miglior musicista a Michele Braga
  - Candidatura per il miglior costumista a Massimo Cantini Parrini
  - Candidatura per il miglior acconciatore a Daniela Tartari
  - Candidatura per i migliori effetti speciali visivi a Rodolfo Migliari
  - Candidatura per il David giovani
- 2019 - European Film Awards
  - Candidatura per il premio del pubblico
- 2019 - Trieste Film Festival[35]
  - Premio SNCCI per il miglior film italiano

## Casi mediatici
Vincenzina Carnicella, madre della vittima Giancarlo Ricci, ha chiesto un milione di euro di risarcimento al regista perché il personaggio ispirato a suo figlio non corrisponderebbe alla realtà.